# Paul Ludvig Leijonsparre
Paul Ludvig Leijonsparre, född 11 augusti 1657 i Stockholm, död där 22 juli 1733, var en svensk fortifikationsofficer.
Leijonsparre blev volontär vid Fortifikationen 1674 och konduktör i läran 1675, bevistade hela danska kriget, 1675-79, blev löjtnant 1683 samt reste (till 1686) i Republiken Förenade Nederländerna, Tyskland och Frankrike för att studera militär och civil arkitektur m.m., adlades som kapten 1689 med namnet Leijonsparre (han hette förut Landsberg) och blev generalkvartermästarlöjtnant 1694. Vid krigsutbrottet 1700 satte han Göteborg i försvarsstånd. Under vakanstiden efter Carl Magnus Stuarts död 1705 skötte han generalkvartermästarsysslan, förordnades 1709 att förrätta generalkvartermästartjänsten vid bohuslänska armén och erhöll generalkvartermästares grad 1711. Han retrancherade Uddevalla samma år samt Råå och Klinte källa i Skåne 1712, varefter honom av general Carl Mörner anförtroddes "förvaltningen av defensionen åt norrkanten".
Åren 1716-17 byggde han två batterier utanför Göteborg vid Nya varvet, 1717 utarbetade han förslag till Strömstads befästande och ledde därefter arbetenas utförande samt byggde en skans vid Krokstrand i Bohuslän och en flottbro över Idefjorden och 1718 ledde han skärgårdsbefästningars utförande i Bohuslän. Efter krigets slut återvände han till Göteborg, men erhöll 1723 transport till Stockholm.
Bland annat uppgjorde han 1687 förslag till Stettins befästande, 1688 till publika hus i Karlskrona och till byggnader för Amiralitetet, 1689 till Drottningskär och till Karlshamns försvarsverk, 1692 till Kungsholmen och 1693 till slutningsverket i Karlskrona; 1704 utarbetade han en topografisk karta över Göteborg med omgivningar, och 1709 sammanskrev han ett längre betänkande över de honom anförtrodda befästningarna. Han efterlämnade egenhändiga anteckningar om sitt levnadslopp intill 1715 (tryckta i sjunde samlingen av Loenboms "Handlingar till kung Carl XI:s historia").